# Lamborghini Gallardo
Lamborghini Gallardo je superautomobil talijanskog proizvođača Lamborghini. Ulazni model koji se nalazi ispod Murciélaga. 
Prvi je automobil koji sadrži novi Lamborghinijev V10 motor - tek treći motor ove tvrtke.
5,000 Gallarda je napravljeno u samo tri godine, i time je postao najprodavaniji automobil ove tvrtke do danas. Na drugom mjestu nalazi se Diablo s 2,903 prodanih komada u deset godina.
Automobil je dobio naziv prema poznatoj pasmini borbenih bikova. 

## Pregled
Gallardo je napravljen kao suparnik Ferrari modelu 360 Modena, i sada se natječe s njegovom zamjenom, modelom F430. 
Iako su mu performanse slabije od Murcielaga, još uvijek su vrlo visoke. Prema stručnim novinarima Gallardo je puno praktičniji model za vožnju od Murcielaga, ponajviše zbog bolje upravljivosti u sporom prometu i boljeg pregleda prilikom vožnje unatrag. Zbog svog pogona na sva četiri kotača (više na stražnje), lakše je njime upravljati u lošim vremenski prilikama. Iako vlasnik tvrtke Audi  ima razvijen vlastiti poznati quattro pogon Lamborghini koristi svoj vlastiti pogon.  
Na razočaranje nekih fanova Lamborghinija, Gallardo nema poznata vrata koja se otvaraju poput škara kao u nekim drugim modelima Lamborghinija.
Gallarda je dizajnirao belgijski dizajner Luc Donckerwolke, koji od 2007. godine radi za Fiat.
Gallardo koristi V10 motor koji se bazira starom Audi dizajnu. 
Gallardo nudi dva mjenjača: konvencionalni šesterobrzinski ručni mijenjač ili napredni šestostupanjski s elektro-hidraulično kontroliranim auto-kvačilom, ili, kako ga u Lamborghiniju nazivaju, "E-gear". Ovaj posljednji dopušta vozaču da mijenja brzine mnogo brže nego što bi to bilo na automatskom mjenjaču, s kontrolom kakvu pruža ručni mjenjač. Vozač mijenja brzine u višu ili u nižu pomoću poluga koje se nalaze iz upravljača bez potrebe za kvačilom. 

## Modeli

### Gallardo Spyder
Spyder model za proizvodnju predstavljen je na autosalonu u Los Angelesu u siječnju 2006.g. Tvrtka ga smatra potpuno novim modelom, s 520 KS (388 kW) i šestostupanjskim ručnim mjenjačem koji ima manje omjere supnjeva. Krov je u potpunosti odvojiv i pomoću električnog motora sprema se u stražnji dio automobila.
Poznati vlasnici su Aerosmithov bubnjar Joey Kramer (preuzeo prvi Spyder u Sjevernoj Americi) i britanski automobilski novinar i TV-voditelj Jeremy Clarkson (Spyderom zamijenio Ford GT).

### Gallardo SE
Gallardo SE (Special Edition) je predstavljen krajem 2005. godine. Od običnog Gallarda se razlikuje po dvobojnom krovu i posebno dizajniranim aluminijskim naplacima. U serijskoj su opremi bili satelitska navigacija i kamera za vožnju unazad. Izbor boja je bio ograničen: dvije varijante sive boje, bijela, žuta, narančasta i zelena, dok je krov uvijek crne boje. Interijer je također dvobojan te je isti kao i vanjska boja.

### Gallardo Nera
Gallardo Nera je još jedna izvedba standardnog Gallarda, a predstavljen je na Mondial de l'Automobileu 2006. godine. Zamišljen je kao model koji će kupcima pokazati sve mogućnosti osobnog uređenja automobila, no zanimljivo je da je jedina boja u ponudi bila crna. Motor je identičan onome u običnom Gallardu. Kočiona klijesšta su srebrna, dok su stražnja svijetla zatamnjena da bi se postigao cjelokupni crni izgled.  Proizveden je u samo 185 primjeraka, od kojih je 60 prodano u Sjevernoj Americi.

### Gallardo Superleggera
Superleggera (tal. superlagan) je zamišljen kao izravan protivnik Ferrariju 430 Scuderia. Prvi puta je prikazan na ženevskom salonu automobila 2007. godine. Od standardnog Gallarda je lakši za oko 70 kg te ukupna masa iznosi 1.360 kg., zahvaljujući masivnoj uporabi karbonskih dijelova. Motor je prerađen te ima 530 konjskih snaga. Izbor boja automobila je bio veoma ograničen, a u ponudi su bila žuta, narančasta, siva i crna, dok je samo jedna bijela Superleggera napravljena po posebnoj narudžbi. U proizvodnji je bio sve do ožujka 2008.

### Gallardo LP560-4
LP560-4 je temeljito redizajniran Gallardo, pokazan na Međunarodnom salonu automobila u Ženevi 2008. Pogoni ga novi 5,2 litreni V10 motor s FSI direktnim ubrizgavanjem, te ima 552 KS (412 kW). Nova mjenjačka kutija uštedjela je 20 kg. Najveće razlike su potpuno novi prednji branik, po uzoru na Lamborghini Reventón te nova stražnja svjetla. LP560-4 Spyder je predstavljen na salonu automobila u Los Angelesu iste godine.

## Specifikacije
|                |                   | 2004, 2005 | SE, Nera i 2006-2008 | Superleggera | LP560-4  |
| Performanse    |                   |            |                      |              |          |
| -------------- | ----------------- | ---------- | -------------------- | ------------ | -------- |
| Performanse    | Maksimalna brzina | 310 km/h   | 314 km/h             | 315 km/h     | 325 km/h |
| Performanse    | 0 - 100 km/h      | 4.1 s      | 4.0 s                | 3.8 s        | 3.7 s    |
| Performanse    | 0 - 200 km/h      | 14.5 s     | N/A                  | 12.5 s       | 11.8     |
| Performanse    | 1/4 milje         | 12.4 s     | N/A                  | 11.7 s       | 11.2 s   |
| Performanse    | Motor             |            |                      |              |          |
| Tip            | V10               | V10        | V10                  | V10          |          |
| Zapremnina     | 5000 cc           | 5000 cc    | 5000 cc              | 5200 cc      |          |
| Snaga          | 500 KS            | 520 KS     | 530 KS               | 560 KS       |          |
| Okretni moment | 510 NM            | 510 NM     | 510 NM               | 540 NM       |          |

## Policija
U Prosincu 2004.g., jedan Gallardo doniran je od Lamborghinija talijanskoj policiji u čast 152. obljetnice policijskih snaga. Gallardo koristi prometna policija (Polizia Stradale) za hitne intervenicije na autocesti Salerno-Reggio Calabria i za sve hitne prijevoze organa za transplantaciju.
Žuti Gallardi bili su "privremeni" policijski automobili Metropolitan Police u Londonu, jedan 2005.g. i jedan 2006.g., za razne promocijske događaje. 2006.g. vozilo je viđeno na startu Gumball Rally 2006. Oba vozila posudio je Lamborghini London.

## Zanimljivosti
- Jedan od najviše modificiranih Gallarda (estetski) je IMSA Gallardo napravljen od strane njemačkog dizajnera Holger Mohra. Nalazi se na naslovnici siječanj/veljača 2007.g. Modified Luxury & Exotics časopisa.[3]
- Bez sumnje najsnažniji Gallardo pripada Wayneu Skilesu. Twin turbo V10 motor kojeg je preradila tunerska radionica "Heffner Performance" proizvodi 679 KS s 475 ft-lbs momenta sile. Predstavljen je u magazinu Modified Luxury & Exotics izdanje iz srpnja 2006.g.[4]
- Wayne Skilesov Twin Turbo Lamborghini Gallardo Video može se pronaći na YouTube:
- Narančasti Gallardo kojeg vozi Maggie Q pojavljuje se u filmu Nemoguća misija III.

### Pojavljivanja u videoigrama
- Midnight Club 3: DUB Edition i Midnight Club 3: DUB Edition Remix sadrže Lamborghini Gallardo.
- Midnight Club: Los Angeles i Midnight Club: L.A. Remix sadrže Lamborghini Gallardo.
- Need for Speed: Shift  sadrži Lamborghini Gallardo.
- Need for Speed: Hot Pursuit  sadrži Lamborghini Gallardo.
- Need for Speed: Most Wanted sadrži Lamborghini Gallardo.
- Need For Speed: Carbon sadrži Lamborghini Gallardo.
- Asphalt Urban GT sadrži Lamborghini Gallardo.
- Asphalt: Urban GT 2 sadrži Lamborghini Gallardo.
- Test Drive Unlimited sadrži nekoliko Lamborghini Gallarda.
- Project Gotham Racing 3 sadrži nekoliko modela Lamborghini Gallarda.

## Vanjske poveznice
- Službene stranice uključuju specifikacije, slike i filmove o modelu Gallardo i Gallardo Spyder
- Gallardo linije  Arhivirana inačica izvorne stranice od 23. ožujka 2007. (Wayback Machine)